# Julie Abich
Julie Therese Auguste Abich (* 11. August 1852 in Ischl, Kaisertum Österreich; † 18. März 1928 in Berlin, Deutsches Reich) war eine österreichische Theater- und Filmschauspielerin.

## Leben
Da ihr Vater Bassist und ihre Mutter Soubrette waren, lernte sie früh das Theater kennen und betrat bereits im Kindesalter die Bühne. Nachdem sie von ihrem Vater und der Schauspielerin Anna Suhrlandt sorgfältig vorbereitet war, gab sie ihr Debüt 1871 in Riga. Es folgten Auftritte in Dessau und Frankfurt. Im Mai 1876 wurde sie von Intendant Botho von Hülsen an das Königliche Schauspielhaus in Berlin engagiert. Sie legte sich auf das Fach der Salon- und Anstandsdame sowie ernsten Mutter fest und blieb 43 Jahre an diesem Haus.
Erwähnenswerte Rollen waren „Mathilde von Kottwitz“ in Goldfische, „Käthchen“, „Franziska“ in Minna von Barnhelm, „Anna-Liese“, „Leonie“ in Damenkrieg, „Ellen“ im Schritt vom Wege, „Königin“ im Glas Wasser, „Frau Dr. Klaus“, „Anneliese“ in Wie die Alten sungen und „Frau Welser“ in Die Rabensteinerin.
1919 und 1921 stand sie in zwei Stummfilmen vor der Kamera.
Sie starb am 18. März 1928 an den Folgen einer Lungenentzündung.

## Filmografie
- 1919: Arme Thea
- 1921: Das Gelübde, Stummfilm, Regie: Rudolf Biebrach, Produktion: Maxim-Film Berlin.[2]